# دوروثي تشيني
دوروثي تشيني (بالإنجليزية: Dorothy Cheney)‏ مواليد 1 سبتمبر 1916 في لوس أنجلوس - الوفاة 23 نوفمبر 2014 في إسكونديدو، كانت لاعبة كرة مضرب أمريكية. كما أنها إحدى بطلات الجراند سلام. أعلى تصنيف لها في الفردي كان المركز الـ 6 في سنة 1946.

## الخط الزمني للفردي
مفتاح
| ف | ن | ن.ن | ر.ن | د# | د.م | ل | أ.أ | ت | غ | ب | ف | ذ | م.خ | ل.ت |

(ف) فاز بالبطولة (ن) وصل النهائي (ن.ن) نصف النهائي (ر.ن) ربع النهائي (د#) الأدوار الأربعة الأولى (د.م) دور المجموعات (ل) شارك في كأس ديفيز (أ.أ) خرج من الأدوار الاولى (ت) خسر التصفيات التأهيلية (غ) غاب عن الحدث أو البطولة (ب) حصل على ميدالية برونزية (ف) حصل على ميدالية فضية (ذ) حصل على ميدالية ذهبية (م.خ) بطولة الماسترز خُفضت إلى مرتبة أقل (ل.ت) البطولة لم تعقد في السنة المعينة.
لتجنب الارتباك وازدواجية الحساب، يتم تحديث هذه المعلومات إما في نهاية البطولة، أو عندما تكون مشاركة اللاعب في البطولة قد انتهت.
| الدورة           | 1936  | 1937  | 1938  | 1939  | 1940  | 1941  | 1942  | 1943  | 1944  | 1945  | 19461 | 19471 - 1954 | 1955  | 1956 - 1958 | 1959  | إجمالي ف/م |
| ---------------- | ----- | ----- | ----- | ----- | ----- | ----- | ----- | ----- | ----- | ----- | ----- | ------------ | ----- | ----------- | ----- | ---------- |
| أستراليا         | غ     | غ     | ف     | غ     | غ     | ل.ت   | ل.ت   | ل.ت   | ل.ت   | ل.ت   | غ     | غ            | غ     | غ           | غ     | 1 / 1      |
| فرنسا            | غ     | غ     | غ     | غ     | ل.ت   | د     | د     | د     | د     | غ     | ن.ن   | غ            | غ     | غ           | غ     | 0 / 1      |
| بطولة ويمبلدون   | غ     | غ     | د4    | غ     | ل.ت   | ل.ت   | ل.ت   | ل.ت   | ل.ت   | ل.ت   | ن.ن   | غ            | غ     | غ           | غ     | 0 / 2      |
| الولايات المتحدة | ر.ن   | ن.ن   | ن.ن   | ر.ن   | ر.ن   | ر.ن   | غ     | ن.ن   | ن.ن   | ر.ن   | د1    | غ            | د3    | غ           | د1    | 0 / 12     |
| م.ف              | 0 / 1 | 0 / 1 | 1 / 3 | 0 / 1 | 0 / 1 | 0 / 1 | 0 / 0 | 0 / 1 | 0 / 1 | 0 / 1 | 0 / 3 | 0 / 0        | 0 / 1 | 0 / 0       | 0 / 1 | 1 / 16     |

- إجمالي ف / م = إجمالي الفوز والمشاركة

## روابط خارجية
- دوروثي تشيني على موقع الاتحاد الدولي لكرة المضرب (الإنجليزية)
- دوروثي تشيني على موقع قاعة مشاهير كرة المضرب الدولية (الإنجليزية)
- دوروثي تشيني على موقع خلاصة التنس.كوم (الإنجليزية)